# جان زیبن
جان زیبن (آلمانی: Jon Sieben؛ زادهٔ ۲۴ اوت ۱۹۶۶) یک شناگر اهل استرالیا است.
وی در مسابقات بین‌المللی در مجموع برندهٔ ۳ مدال طلا، ۳ مدال نقره، ۴ مدال برنز شده‌است.